# Хар, Мартин
Мартин Хар (нидерл. Martin Haar; род. 2 мая 1952, Зволле) — нидерландский футболист и футбольный тренер.

## Карьера
Хар играл за «Гоу Эхед Иглз» (1971—1977), «Харлем» (1977—1983), АЗ (1983—1986), снова «Харлем» (1986—1988), «Спарта Роттердам» (1988—1989) и «Вагенинген» (1989). Пика карьеры Хар достиг в «Харлеме». В начале 80-х Хар был одним из ключевых игроков команды, которая тогда выступала в высшей лиге. В 1982 году он был первым лауреатом голландской Золотой бутсы. Он был в составе «Харлема», когда команда впервые приняла участие в Кубке УЕФА 1982/83. Хар участвовал в матче против московского «Спартака», во время которого произошла трагедия в «Лужниках». Московская команда выбила «Харлем» из турнира с общим счётом 5:1.
После окончания карьеры Хар работал в структуре АЗ. В сезоне 2008/09 он был помощником тренера Луи ван Гала, тогда клуб стал чемпионом Нидерландов. После того как ван Гал покинул АЗ и возглавил «Баварию», Хар остался на должности и в сезоне 2009/10 при новом тренере Рональде Кумане. Также он недолго был временным тренером после того, как Куман был уволен в декабре 2009 года. В 2015 году он возглавил молодёжный состав АЗ.